# Анастас Поповић
Анастас Поповић (1786 — 30. март 1872) је био српски (цинцарског порекла) трговац и банкар из Загреба.

## Биографија
Био је на челу групе привредника која је марта 1846. године, уз учешће Илираца (Гај, Деметер) основала Прву хрватску штедионицу, до Другог светског рата највећу хрватску банку. Њен је дугогодишњи председник управног одбора, од 1846. до 1865. године. Први је, на састанку скупштине штедионице 14. фебруара 1848. године, говорио народним језиком, а не немачким који је био званични пословни језик, и тиме га увео у пословне кругове.
Био је и први председник Трговачко-занатске коморе (данашња Хрватска занатска комора) основане 16. фебруара 1852. године у Загребу. На челу коморе је био до 1866. године.
Поповић је био дугогодишњи председник српске православне црквене општине у Загребу и највише је допринео подизању тамошње православне цркве. Био је члан Матице илирске.
Оженио се Кристином Кузмановић, кћерком трговца Марка Кузмановића и Еве (р. Малин). С Кристином је имао кћерку Марију koja се удала за мајора Стефана Милетића и с којим је имала сина Стјепана, познатог позоришног редитеља, критичара те књижевника .